# مصطفی صادق رافعی
مصطفی صادق رافعی (۱ ژانویه ۱۸۸۰- ۱۰ مه ۱۹۳۷)، نویسندهٔ مصری طرابلسی‌اصل بود. به روشن‌گویی و آشنایی به میراث کهن شناخته شد. در گونهٔ عاطفی، «حدیث القمر (سخنِ ماه»، «المساکین (تهیدستان)» و «أوراق الورد (برگ‌های گل)» را نگاشت. در نقد ادبی «تاریخ آداب العرب» و «تحت رأیة القرآن» و «إعجاز القرآن و البلاغة النبویة» را آفرید. همچنین «وحی القلم» از آثار اوست.